# ベネディクト・クロウウェル

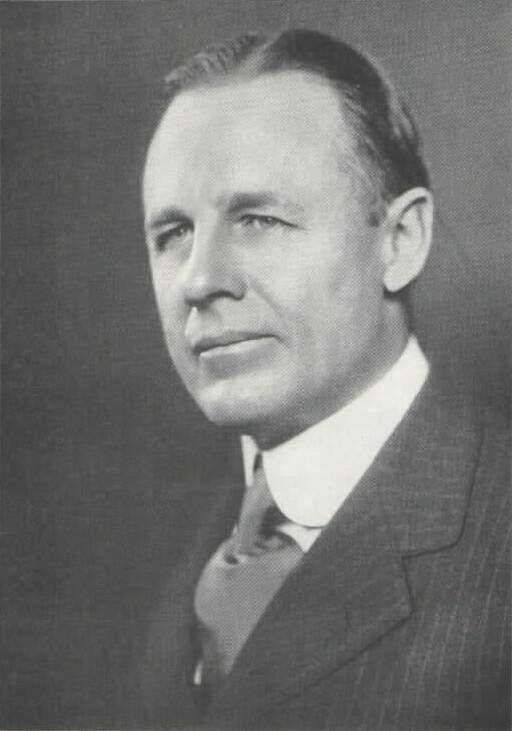
ベネディクト・クロウウェル

ベネディクト・クロウウェル（Benedict Crowell, 1869年10月21日 - 1952年9月8日）は、アメリカ合衆国の軍人、政治家。第一次世界大戦中および第一次世界大戦後の陸軍組織に大きな影響を与えた。

## 生い立ちと教育
オハイオ州クリーブランド生まれ。ケース工科大学で学び、1891年にイェール大学で哲学の学士号を取得した。イェール大学はその後1918年、クロウウェルに化学の修士号を贈与した。クロウウェルはイェール大学在学中、友愛会ゼータ・プサイに所属した。

## 実業家として
イェール大学卒業後、クロウウェルは故郷クリーブランドに帰郷し、実業家としての経歴を開始した。クロウウェルはまず鉄鋼会社 Otis Steel Co. で化学技師として勤務した。クロウウェルは続いて Crowell & Little Constr. Co. を立ち上げ、ブラジル、メキシコ、アラスカで採鉱技師として働いた。1938年、クロウウェルは Central National Bank の社長となり、死の直前まで社長として経営を行った。クロウウェルはまた、Nickel Plate Railroad 社の取締役も務めた。クロウウェルはクリーブランドにおいて、著名な実業家となった
。

## 陸軍省での活動

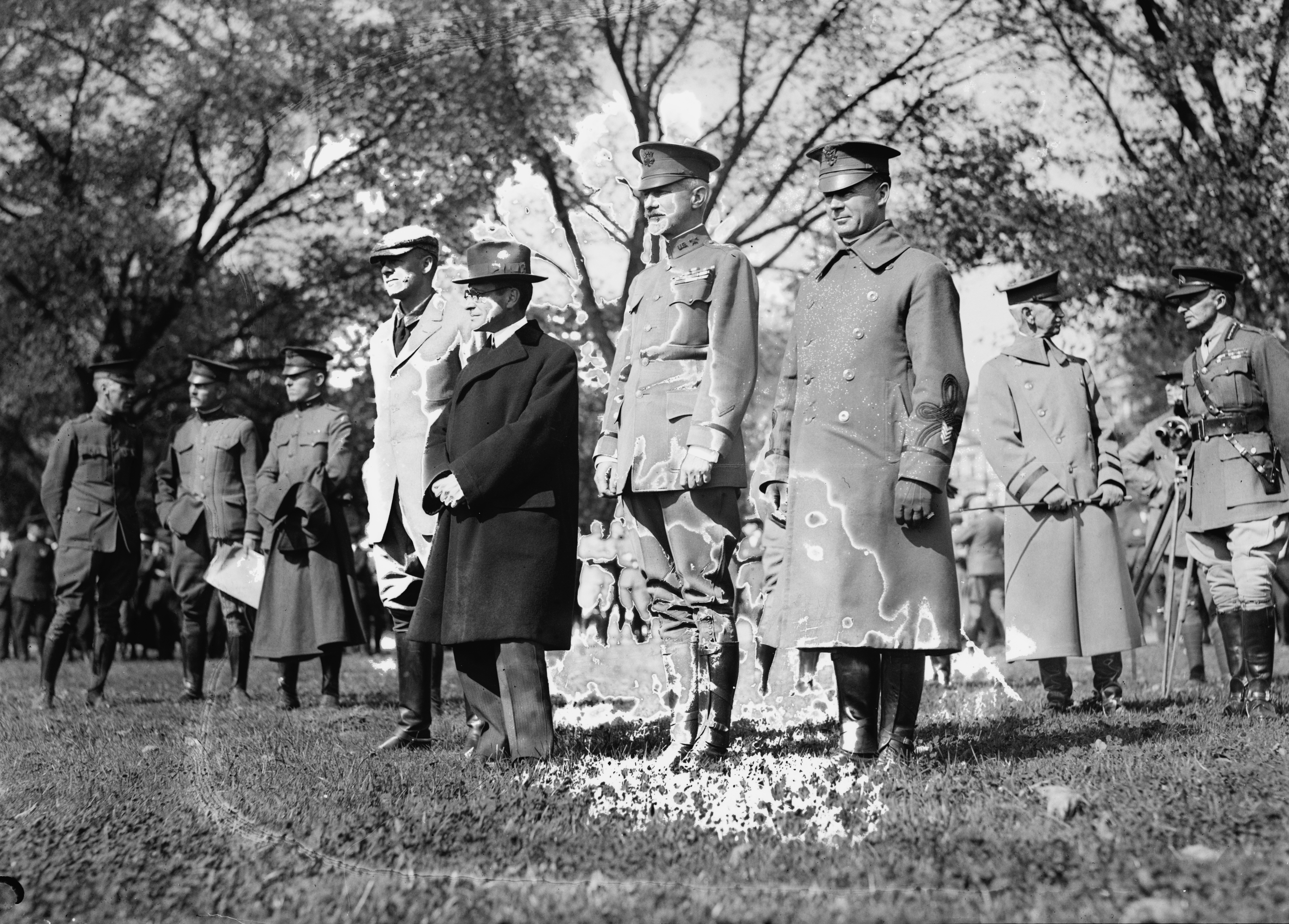
アメリカ海外派遣軍の査察を行うクロウウェル

1916年、クロウウェルは予備役将校部隊の少佐に任官された。クロウウェルは1916年11月から12月まで、陸軍省において軍法会議に関する特別委員会の委員を務めた。1917年6月、クロウウェルは陸軍兵器部隊に召集され、1917年11月まで現役任務に就いた。1917年11月10日、クロウウェルは陸軍次官補および軍需部長に任ぜられた。クロウウェルは1920年6月26日に陸軍次官補および軍需部長を辞任した。またクロウウェルは1919年に陸軍兵器協会を創設し、1946年まで同協会の会長を務めた。
1931年1月、クロウウェルは陸軍予備軍において、准将に任ぜられた。クロウウェルは1941年から1945年まで、陸軍長官特別顧問を務めた。

## 死
クロウウェルは1952年9月8日にオハイオ州クリーブランドで死去した。クロウウェルの遺体はアーリントン国立墓地の第6セクションに埋葬された。

## 家族
ベネディクト・クロウウェルの父親はウィリアム・クロウウェル (William Crowell)、母親はメアリー・ベネディクト (Mary Benedict) であった。クロウウェルは1904年12月にジュリア・コブ (Julia Cobb) と結婚した。